# Gyromitra accumbens
Gyromitra accumbens är en svampart som tillhör divisionen sporsäcksvampar, och som beskrevs av E.Rahm och Harmaja. Gyromitra accumbens ingår i släktet stenmurklor, och familjen Discinaceae. Arten är reproducerande i Sverige.